# Kathy Baker
Kathy Baker, właśc. Katherine Whitton Baker (ur. 8 czerwca 1950 w Midland) – amerykańska aktorka. Za rolę w serialu Gdzie diabeł mówi dobranoc otrzymała m.in. trzykrotnie nagrodę Emmy oraz Złoty Glob.

## Życiorys

### Wczesne lata
Urodziła się w Midland w stanie Teksas jako córka Helene Andree (z domu Whitton) i Johna Seawanda Bakera, geologa i nauczyciela. Jej babka ze strony matki była pochodzenia francuskiego, a jej rodzina miała też korzenie angielskie, irlandzkie i polskie. Wychowywała się w Nowym Meksyku w rodzinie kwakrów. W 1968 ukończyła liceum Mills High School w Millbrae w Kalifornii. Brała udział w programie aktorskim Boston University School of Fine Arts Acting i na początku lat 70. studiowała aktorstwo w California Institute of the Arts. W 1977 ukończyła studia z tytułem Bakalaureata na wydziale języka francuskiego na Uniwersytecie Kalifornijskim w Berkeley. Studiowała cukiernictwo w słynnym Le Cordon Bleu w Paryżu.

### Kariera
W 1983 rozpoczęła karierę aktorską w Magic Theatre w San Francisco w sztuce Sama Sheparda Fool for Love u boku Eda Harrisa występując w roli May, za którą w 1984 dostała nagrodę Obie w spektaklu off-broadwayowskim i została uhonorowana nagrodą Theatre World. Grała potem w produkcjach off-broadwayowskich takich jak Pożądanie w cieniu wiązówEugene’a O’Neilla (1984) i Ciocia Dan i Lemon Wallace’a Shawna (1985) w roli Lemon.
Po raz pierwszy zaistniała na ekranie jako Louise, żona astronauty Alana Sheparda (Scott Glenn) w dramacie historycznym Philipa Kaufmana Pierwszy krok w kosmos (1983). Baker zdobyła szerokie uznanie za swoją kreację Punchy w dramacie kryminalnym Jerry’ego Schatzberga Cwaniak (1987), po czym zmierzyła się z wymagającą rolą Charlie Standers w dramacie rekonwalescencji Czysty i trzeźwy (Clean and Sober, 1988), za którą była nominowana do Independent Spirit Awards. Zwróciła się do bardziej komediowej roli zalotnej gospodyni domowej Joyce Monroe w dramacie familijnym Tima Burtona Edward Nożycoręki (1990) i ostatecznie trafiła do telewizji, regularnie występując jako lekarka Jill Brock z małego miasteczka i żona szeryfa (Tom Skerritt) w serialu CBS Gdzie diabeł mówi dobranoc (1992–1996).

## Życie prywatne
W latach 1984–1999 była żoną Donalda Camilleriego, z którym ma syna Juliana Josepha (ur. 27 listopada 1984) i córkę Marieclaire. W czerwcu 2003 poślubiła reżysera teatralnego Stevena Robmana.

## Filmografia

### Filmy
- 2019 Sztuka ścigania się w deszczu jako Trish
- 2015 Wiek Adaline jako Kathy Jones
- 2010 Miss Nobody jako Claire McKinney
- 2009 Jesse Stone: Thin Ice jako Rose Gammon
- 2009 Unstable jako Betty Walker
- 2009 Jesse Stone: No Remorse jako Rose Gammon
- 2008 Po prostu miłość jako Jean
- 2008 Shades of Ray jako Janet Rehman
- 2007 Rozważni i romantyczni – Klub miłośników Jane Austen jako Bernadette
- 2007 Babylon Fields jako Shirley Wunch
- 2007 Jesse Stone: Sea Change jako Rose Gammon
- 2006 Wszyscy ludzie króla jako pani Burden
- 2005 Ojcowie i synowie jako Nora
- 2005 Nine Lives jako Camille
- 2005 Krwiożercze szczęki jako Mary
- 2004 Dziś 13, jutro 30 jako Beverly Rink
- 2004 Sucker Free City jako Cleo Wade
- 2004 Frankie and Johnny Are Married jako ona sama
- 2003 Wzgórze nadziei jako Sally Swanger
- 2003 Przelotna znajomość
- 2002 Assassination Tango jako Maggie
- 2002 Od drzwi do drzwi jako Gladys
- 2002 Za młody na ojca jako Susan Freeman
- 2001 Sanktuarium jako Aunt Kate
- 2001 Ja i tata jako Nancy
- 2001 Dom Glassów jako Nancy Ryan
- 2001 Murphy's Dozen
- 2000 Na pierwszy rzut oka jako Rose
- 2000 Magiczny pierścionek jako Doris Trowbridge/Regina Lee Savage
- 1999 Wbrew regułom jako pielęgniarka Angela
- 1999 Pora cudów jako Ruth
- 1999 Przeciw przemocy jako Maggie Hale
- 1998 Tragedia w Oklahoma City jako Priscilla Salyers
- 1997 Abbottowie prawdziwi jako Helen Holt
- 1997 Not in This Town jako Tammy Schnitzer
- 1997 Wojna mediów jako Margo Powers
- 1996 Miłość z Marzeń jako Esther
- 1993 Dziewczyna gangstera jako Lee
- 1993 Trąbka Clifforda Browna jako Janis Oliver
- 1992 Jennifer 8 jako Margie Ross
- 1992 Artykuł 99 jako dr Diana Walton
- 1991 Wyjątkowe zwycięstwo jako Ellen
- 1990 Edward Nożycoręki jako Joyce Monroe
- 1990 Pan Frost jako dr Sarah Day
- 1990 Reporter jako Marcie Guilford
- 1989 Szalony Megs jako Martha
- 1989 Tato jako Annie
- 1989 Marked for Murder jako Egzotyczna tancerka
- 1988 Czysty i trzeźwy jako Charlie Standers
- 1988 Permanent Record jako Martha Sinclair
- 1987 Cwaniak jako Punchy
- 1986 Pomocna dłoń jako Lucy Stavros
- 1986 Killing Affair, A jako Maggie Gresham
- 1983 Pierwszy krok w kosmos jako Louise Shepard

### Seriale
- 2008–2009 Detoks jako Paula Gibbons
- 2005 Chirurdzy jako Anna
- 2005 Medium jako Marjorie Dubois
- 2004–2005 Jack & Bobby jako Carol Bryson
- 2003–2010 Bez skazy jako Gail Pollack
- 2002–2009 Detektyw Monk jako SyIvia Fairbourn
- 2001–2004 Obrońca jako Janine McGregor
- 2000–2004 Boston Public jako Meredith Peters
- 2000–2001 Gideon’s Crossing jako Jane Kagen
- 2000 Magia sukcesu jako Virginia Blackstone
- 1999 W rytmie rock and rolla jako Janice Danner
- 1997–2002 Ally McBeal jako Katherine Dawson
- 1997–2002 Kancelaria adwokacka
- 1997–2002 Pistolet jako Dora Hochfelder
- 1994–2003 Dotyk anioła jako Ellen
- 1992–1996 Gdzie diabeł mówi dobranoc jako dr Jill Brock
- 1985–1987 Niesamowite historie jako Charlene 'Charlie' Benton